# Elegáns csillaggomba
Az elegáns csillaggomba (Geastrum elegans) a csillaggombafélék családjába tartozó, Európában és Észak-Amerikában elterjedt, homokos talajú erdőkben, legelőkön élő, nem ehető gombafaj.

## Megjelenése
Az elegáns csillaggomba termőteste kezdetben 1–2 cm, alakja kerek vagy tojásdad, általában részben földbe süllyed és micélium borítja, amelyen könnyen megtapadnak a talaj szemcséi. Érés közben a külső burok 5-8 lebenyre hasad szét, kiterülve átmérője 0,8–3,5 cm. A külső burok belső felszíne viaszpuha, törékeny, először fehéres, majd bőrszínű, barna, könnyen leválik. Külsején vékony földes réteg marad, ez is könnyen lefoszlik. Alján domború, csésze alakú. A belső burok által borított spóratartó többé-kevésbé kerek, ülő. Színe világosszürkés, bézs színű, nem fénylő, fiatalon fehéres liszt-szerű bevonat borítja. Csúcsán kúp alakú, barnás, mélyen árkolt csőrszerű képződmény található; ennek ún. szájnyílásán (peristom) át távoznak a spórák. A spóratartó belseje fiatalon tömör és fehér, de hamarosn porszerűvé és vörösbarnává válik. Szaga és íze nem jellegzetes.
Spórapora sötétbarna vagy sötét olívbarna. Spórája gömb alakú, szemölcsös felszínű, mérete 3,5-4,5 µm.

### Hasonló fajok
A kicsiny csillaggombával (Geastrum schmidelii) téveszthető össze, amely kisebb és spóratartója rövid nyélen ül.

## Elterjedése és termőhelye
Európában és Észak-Amerikában honos. Magyarországon ritka.
Lombos és fenyőrdőkben (ekkor peristomja lenyomott) vagy legelőkön (peristomja kiemelkedik) él, kedveli a homokos talajt. Ősszel terem.

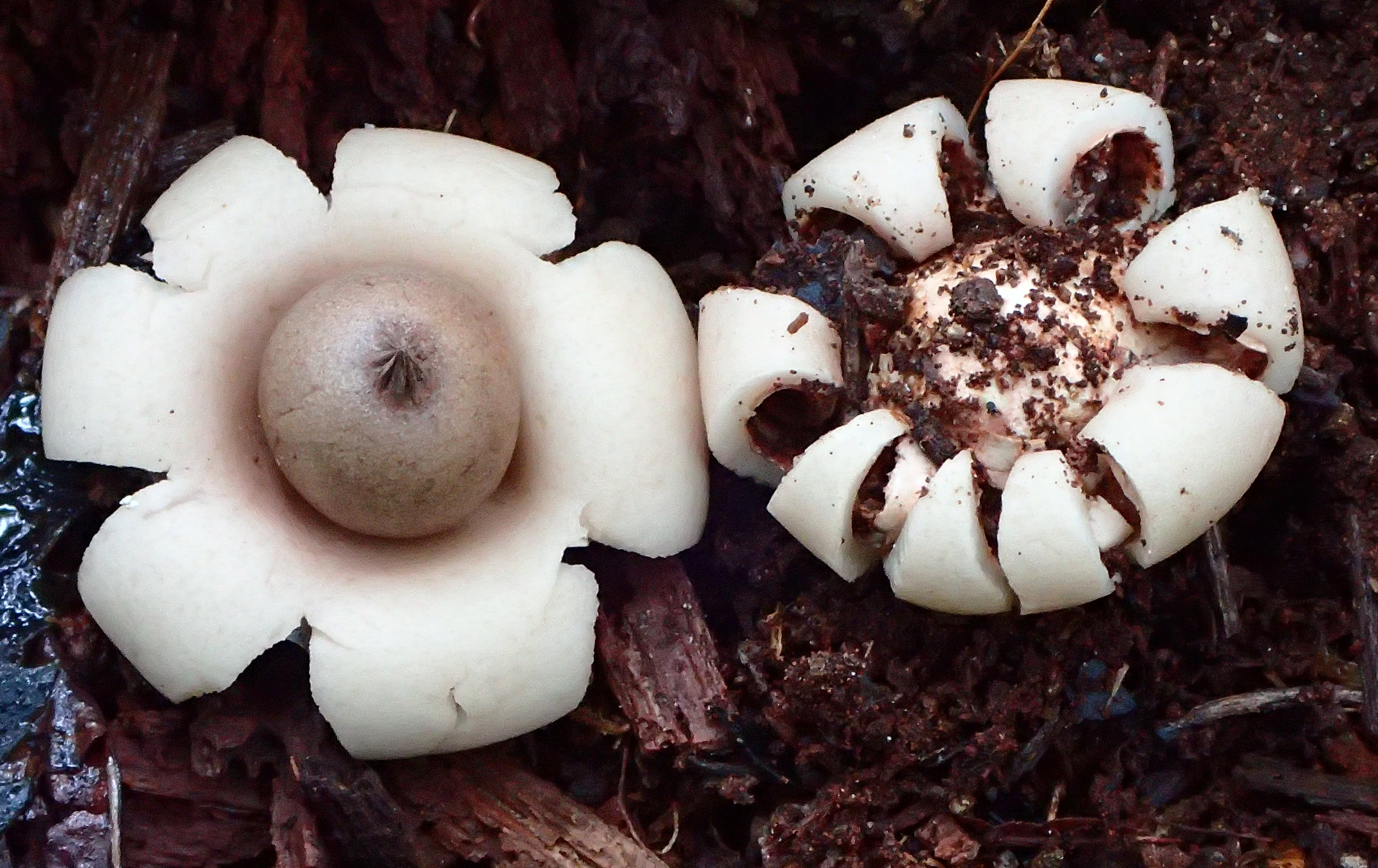
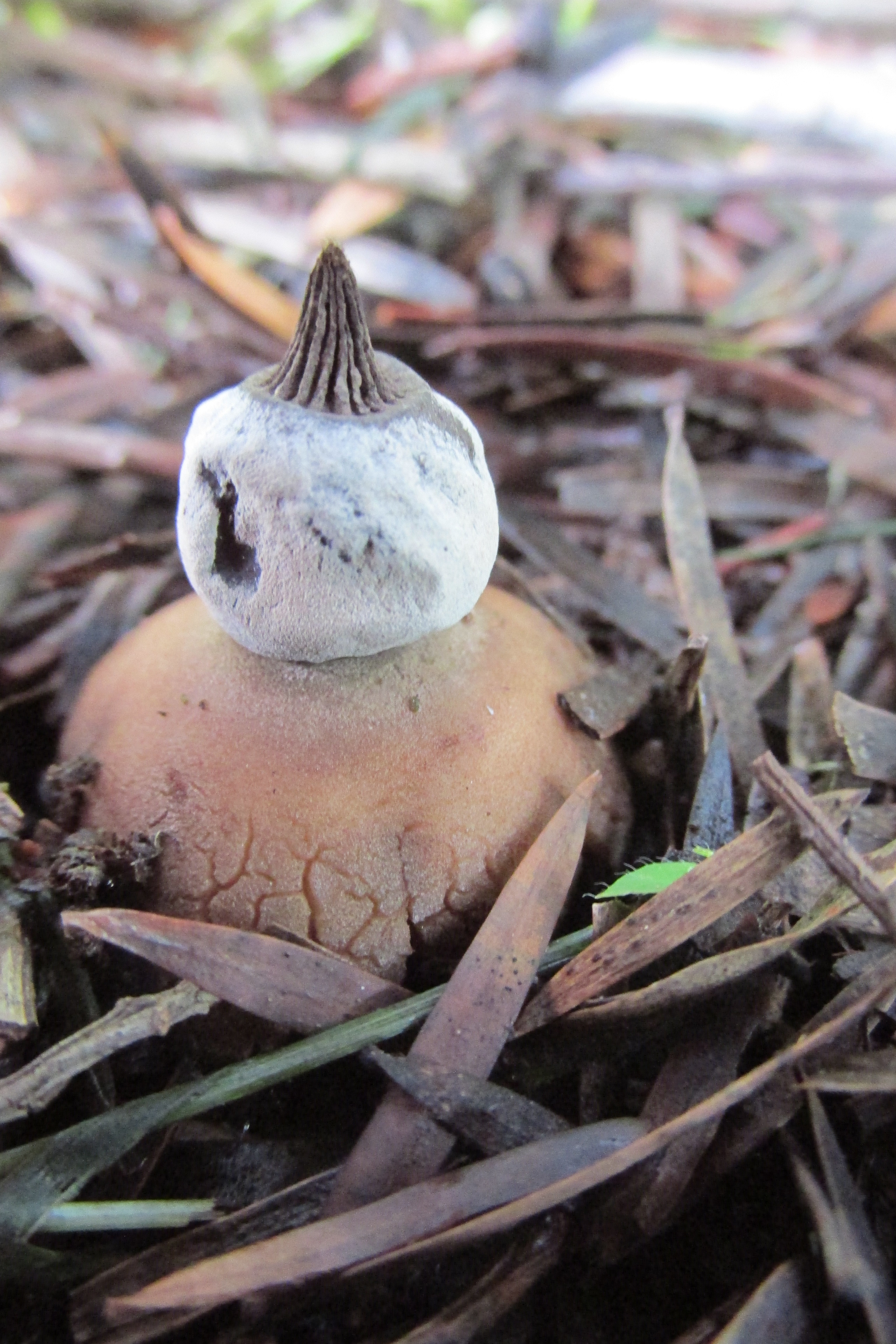

Nem ehető.